# 莱茵兰足球联赛
莱茵兰足球联赛（德語：Fußball-Landesliga Niedersachsen）是莱茵兰足球协会辖下的顶级足球联赛以及德国足球联赛系统中的第六级赛事。从地理上看，该级别涵盖了莱茵兰-普法尔茨州的北部地区并在其以南设有西南足球协会联赛。莱茵兰联赛的每届冠军可以升入莱茵兰-普法尔茨/萨尔高级联赛，后者在2012年以前是以“西南高级联赛”的名义运作。在莱茵兰联赛之下为行政区联赛，其中又分为西部、中部和东部赛区。

## 历史
莱茵兰联赛最初是以“莱茵兰业余联赛”的名义在1952年成立。它在当时位处西南乙组高级联赛之下，因此成为德国整体联赛系统中的第三级赛事。从1956-57赛季至1962-63赛季，联赛分为东、西两区作赛，并且每个赛区最多设有12支球队。在引入西南地区联赛作为德国第二级赛事后，莱茵兰业余联赛自1963-64赛季起再度合并为单一赛区。
自1974-75赛季起，莱茵兰业余联赛成为新设立的德乙联赛的供给赛事，其中莱茵兰冠军会与西南协会联赛及萨尔协会联赛的冠军参加升级季后赛，以争夺1个升入德乙联赛南区的名额。
自1978-79赛季起，西南高级联赛（自2012-13赛季起称为“莱茵兰-普法尔茨/萨尔高级联赛”）作为业余足球领域的顶级赛事设立。原莱茵兰业余联赛从而更名为“莱茵兰协会联赛（Verbandsliga Rheinland）”，并自此沦为德国第四级赛事。联赛的每届冠军可以直接升入高级联赛。
随着地区联赛作为第三级赛事在1994-95赛季复办，莱茵兰协会联赛只能位居德国联赛系统的第五级，并自2003-04赛季起改称现名（莱茵兰联赛）。而在2008-09赛季设立全新的德丙联赛后，莱茵兰联赛甚至进一步下滑为第六级赛事。

## 历年冠军

### 莱茵兰业余联赛
得以升入更高级别联赛的莱茵兰冠军以粗体标记。
| - 1953：本多夫 - 1954：特里尔 - 1955：特里尔 - 1956：下拉恩斯泰因 - 1957：日耳曼尼亚梅特尼希 - 1958：黑尔多夫体育之友 - 1959：日耳曼尼亚梅特尼希 - 1960：日耳曼尼亚梅特尼希 - 1961：埃朗 | - 1962：维森 - 1963：新维德 - 1964：日耳曼尼亚梅特尼希 - 1965：本多夫 - 1966：日耳曼尼亚梅特尼希 - 1967：米尔海姆 - 1968：莱茵-阿尔辛齐希 - 1969：米尔海姆 - 1970：新维德 | - 1971：安德纳赫 - 1972：艾斯巴赫塔尔体育之友 - 1973：安德纳赫 - 1974：赖文 - 1975：和睦特里尔 - 1976：和睦特里尔 - 1977：诺恩多夫 - 1978：诺恩多夫 |

1. ↑  梅特尼希在争夺莱茵兰冠军的决赛中以9比1战胜比特堡（德语：FC Bitburg）。
2. ↑  黑尔多夫在争夺莱茵兰冠军的决赛中以2比1战胜迈恩（德语：TuS Mayen）。
3. ↑  梅特尼希在争夺莱茵兰冠军的决赛中以4比1战胜莱茵-阿尔辛齐希（德语：SC Rhein-Ahr Sinzig）。
4. ↑  梅特尼希在争夺莱茵兰冠军的决赛中以5比3战胜黑尔多夫体育之友（德语：Sportfreunde Herdorf）。
5. ↑  埃朗在争夺莱茵兰冠军的决赛中以3比3（重赛3比2）战胜维森（德语：VfB Wissen）。
6. ↑  维森在争夺莱茵兰冠军的决赛中以4比2战胜阿勒曼尼亚普莱特（德语：Alemannia Plaidt）。
7. ↑  新维德在争夺莱茵兰冠军的决赛中以3比0战胜特里尔（德语：VfL Trier）。
8. ↑  诺恩多夫无缘升入德乙联赛，但它像艾斯巴赫塔尔体育之友（德语：Eisbachtaler Sportfreunde）、埃林根（德语：SV Ellingen）、萨尔姆罗尔（德语：FSV Salmrohr）和EGC维尔格斯（德语：SpVgg EGC Wirges）一样，获得了新成立的西南高级联赛的参赛资格。

### 莱茵兰协会联赛
莱茵兰协会联赛的冠军可自动升入西南高级联赛。
| - 1979：赖文 - 1980：迈恩 - 1981：赖文 - 1982：西格河畔哈姆 - 1983：EGC维尔格斯 - 1984：迈恩 - 1985：西格河畔哈姆 - 1986：赖文 - 1987：EGC维尔格斯 | - 1988：维森 - 1989：迈恩 - 1990：艾斯巴赫塔尔体育之友 - 1991：维森 - 1992：维特利希 - 1993：普吕姆 - 1994：科布伦茨 - 1995：特里尔 - 1996：普吕姆 | - 1997：蒙塔鲍尔 - 1998：EGC维尔格斯 - 1999：迈恩 - 2000：日耳曼尼亚梅特尼希 - 2001：迈恩 - 2002：恩格尔斯07 - 2003：克劳森 |

1. ↑  亚军EGC维尔格斯（德语：SpVgg EGC Wirges）和季军贝茨多夫06（德语：SG 06 Betzdorf）同样获得升级。
2. ↑  亚军贝茨多夫06（德语：SG 06 Betzdorf）同样获得升级。

### 莱茵兰联赛
除另行说明外，莱茵兰联赛的冠军可自动升入西南高级联赛。
| - 2004：贝茨多夫06 - 2005：和睦特里尔二队 - 2006：维德河畔罗斯巴赫 - 2007：罗斯巴赫/费沙伊德 - 2008：贝茨多夫06 | - 2009：艾斯巴赫塔尔体育之友 - 2010：和睦特里尔二队 - 2011：萨尔姆罗尔 - 2012：梅灵 - 2013：布尔格布罗尔 | - 2014：EGC维尔格斯 - 2015：卡尔巴赫 - 2016：红白科布伦茨 |

1. ↑  维德河畔罗斯巴赫当时作为竞赛联合会而无资格升级。其升级名额由亚军萨尔姆罗尔（德语：FSV Salmrohr）顶替。
2. ↑  亚军巴特布赖西希（德语：SG Bad Breisig）同样获得升级。
3. ↑  亚军巴特布赖西希同样获得升级。
4. ↑  梅灵在争夺莱茵兰冠军的附加赛中以1比0战胜积分相同的艾斯巴赫塔尔体育之友（德语：Eisbachtaler Sportfreunde）。
5. ↑  亚军梅灵同样获得升级。